# Mycena ura
Mycena ura är en svampart som beskrevs av Segedin 1991. Mycena ura ingår i släktet Mycena och familjen Mycenaceae.   Inga underarter finns listade i Catalogue of Life.